# WCWハードコア王座
WCWハードコア王座は（WCW Hardcore Championship）は、かつてのプロレス団体WCWの王座の一つ。

## 歴史
ハードコア・レスリングによってタイトル戦が行なわれた。同ベルトはハードコア戦の人気が高まったことで創設されたが、WWEほどには盛り上がらなかった。
同王座は1999年から2001年まで存在した。初のWCWハードコア王者はノーマン・スマイリーで、1999年11月21日にオンタリオ州トロントで行なわれたPPV興行『WCWメイヘム』でブライアン・ノッブスを破った。
主なトピックとしては、エヴァン・カレイジャス、シェイン・ヘルムズ、シャノン・ムーアの3人によるアイドル系ヒール・ユニットの3カウントは、2000年2月28日にトリオでの3対1のハンディキャップ戦でブライアン・ノッブスに勝利し、タイトルを3者共有のものとして防衛戦を行った（ブライアン・ノッブスは同年3月19日のPPV興行『WCWアンセンサード2000』で3カウントから王座を奪還）。テリー・ファンクも3度王座を保持したが、2000年6月5日、ジョージア州アトランタでのマンデー・ナイトロで非レスラーのエリック・ビショフに敗退している（後にビショフは、ファンクからの王座奪取をサポートしたビッグ・ヴィトーにベルトを贈呈した）。また、カナダ出身のランス・ストームは王座を獲得した際、タイトルをサスカチュワン・ハードコア・インターナショナル・タイトル（略してS.H.I.T.）と改名したことがある。
WCW最後のハードコア王者は、2001年1月14日のPPV興行『WCWシン』で当時の王者テリー・ファンクとクロウバーを破ったミングであった。ミングがチャンピオンのまま団体を去りWWFに移籍したことに伴い、WCWハードコア王座は消滅した。なお、ミングはバーバリアンにベルトを譲ったが、これはテレビに放映されず、王座の変遷には加えられていない。

## 歴代王者
| レスラー                                                                  | 戴冠回数 | 戴冠日付       | 備考                                     |
| ------------------------------------------------------------------------- | -------- | -------------- | ---------------------------------------- |
| ノーマン・スマイリー                                                      | 1        | 1999年11月21日 | ブライアン・ノッブスとの決定戦に勝利     |
| ブライアン・ノッブス                                                      | 1        | 2000年1月11日  |                                          |
| バンバン・ビガロ                                                          | 1        | 2000年2月7日   |                                          |
| ブライアン・ノッブス                                                      | 2        | 2000年2月20日  |                                          |
| 3カウント （エヴァン・カレイジャス、シェイン・ヘルムズ&シャノン・ムーア） | 1        | 2000年2月28日  | ハンディ戦で勝利し、3人の共同保持に      |
| ブライアン・ノッブス                                                      | 3        | 2000年3月19日  |                                          |
| テリー・ファンク                                                          | 1        | 2000年4月16日  |                                          |
| シェーン・ダグラス                                                        | 1        | 2000年5月22日  |                                          |
| テリー・ファンク                                                          | 2        | 2000年5月23日  |                                          |
| エリック・ビショフ                                                        | 1        | 2000年6月5日   |                                          |
| ママルークス （ビッグ・ヴィトー&ジョニー・ザ・ブル）                      | 1        | 2000年6月6日   | エリック・ビショフより共同王者として授与 |
| ビッグ・ヴィトー                                                          | 1        | 2000年6月19日  |                                          |
| ランス・ストーム                                                          | 1        | 2000年7月24日  |                                          |
| カール・ウエレ                                                            | 1        | 2000年8月14日  |                                          |
| ノーマン・スマイリー                                                      | 2        | 2000年8月14日  |                                          |
| リノ                                                                      | 1        | 2000年10月02日 |                                          |
| クロウバー                                                                | 1        | 2000年11月6日  |                                          |
| テリー・ファンク                                                          | 3        | 2000年12月17日 |                                          |
| ミング                                                                    | 1        | 2001年1月14日  |                                          |